# Jatisaba (Cilongok)
Jatisaba is een bestuurslaag in het regentschap Banyumas van de provincie Midden-Java, Indonesië. Jatisaba telt 4466 inwoners (volkstelling 2010).